# Барт, Эдгар

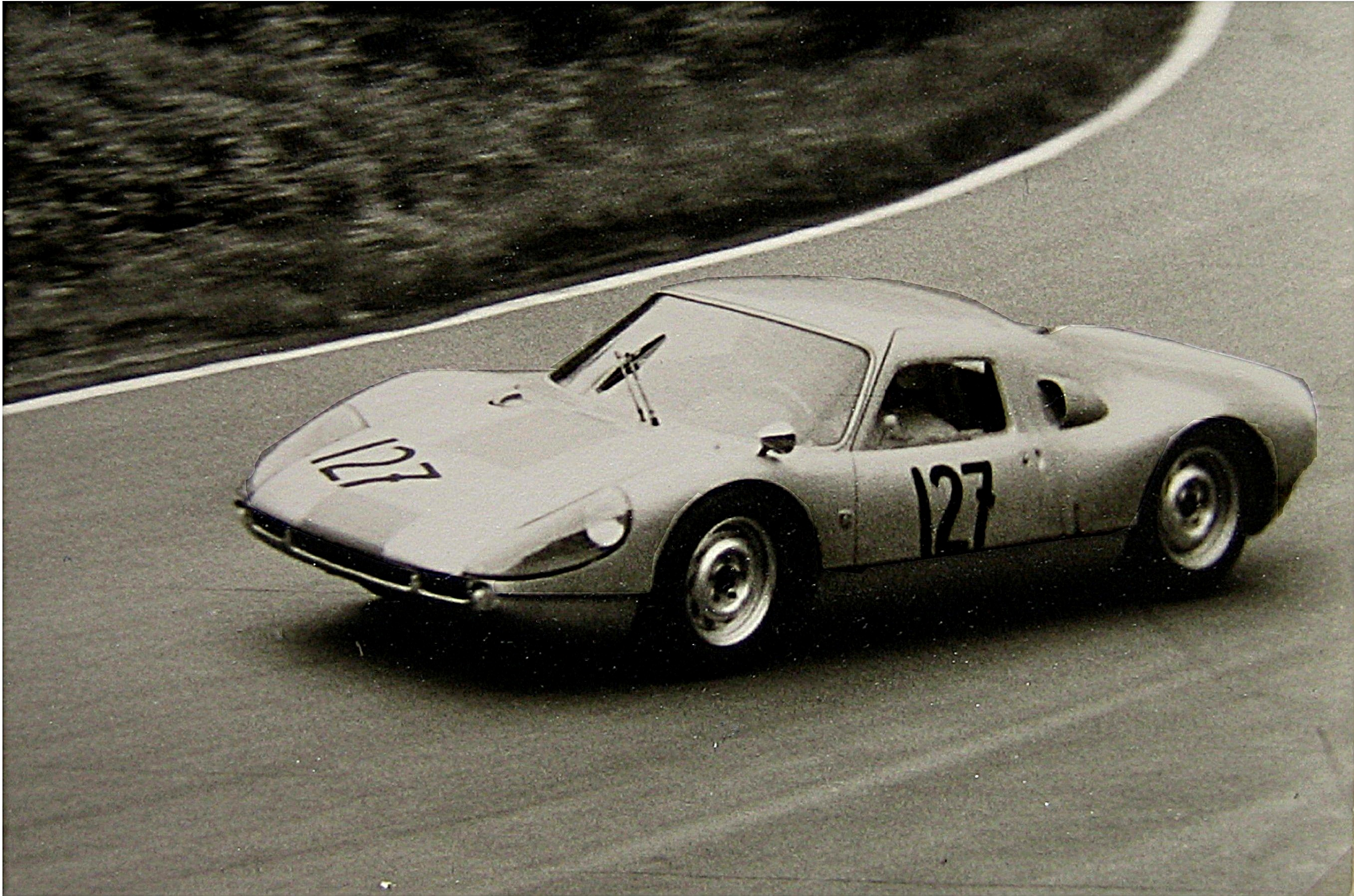
Порше 904-8 во время тренировок к 1000-километровой гонке ADAC в Нюрбургринге. За рулём, предположительно, Эдгар Барт. Май 1964 г.

Э́дгар Барт (нем. Edgar Barth) (26 января 1917 — 20 мая 1965) — восточногерманский автогонщик, пилот Формулы-1. В 1953 на EMW участвовал в Гран При Германии чемпионата мира (24 место в квалификации, сход). Следующие три года выступал в гонках спортивных автомобилей на EMW, в 1956 выиграл в своем классе "Coupe de Paris" в Монлери. В 1957 перебрался из ГДР в ФРГ, основал собственную гоночную команду; в Гран При Германии 1957 и 1958 и Гран При Италии 1960 выступал в классе Формула-2 на Porsche (лучший результат - 6 место в 1958). В 1959 выиграл Targa Florio (Porsche). Трижды становился чемпионом Европы по горным гонкам (1959, 1963, 1964). В 1964 выступил в Гран При Германии на Cooper команды Роба Уокера: 20 место в квалификации, сход.

## Результаты в Формуле-1
| Легенда к таблице |                                                                    |
| --- | ------------------------------------------------------------------ |
| В таблице перечислены результаты всех Гран-при Формулы-1, в которых принимал участие гонщик. Строками таблицы являются сезоны, столбцами — этапы чемпионата мира. В каждой клетке указаны сокращённое название этапа и результат, дополнительно обозначенный цветом. Расшифровка обозначений и цветов представлена в нижеследующей таблице. |                                                                    |
| \| Пример \| Описание \| \| ------------ \| ------------------------------------------------------------------ \| \| 1 \| Победитель \| \| 2 \| Второе место \| \| 3 \| Третье место \| \| 5 \| Финишировал, заработав очки \| \| Сход \| Не финишировал, но при этом заработал очки \| \| 12 \| Финишировал, не получив очков \| \| НКЛ \| Финишировал, но не попал в финальную классификацию \| \| 15 \| Участвовал вне зачёта, либо по отдельной классификации \| \| 18 \| Не финишировал, но попал в финальную классификацию \| \| Сход \| Не финишировал \| \| НКВ \| Не прошёл квалификацию \| \| НПКВ \| Не прошёл предквалификацию \| \| ДСК \| Дисквалифицирован \| \| ИСК \| Исключён из протокола соревнований \| \| ТТ \| Заявлен для участия только в тренировках \| \| НС \| Участвовал в квалификации, но не стартовал в гонке \| \| Т \| Травмирован или болен \| \| ОТК \| Отказ от участия \| \| НТР \| Прибыл на соревнования, но на трассу не выезжал \| \| НПР \| Был заявлен в числе участников, но не прибыл к началу соревнований \| \| О \| Соревнования отменены \| \| \| Не участвовал \| \| Поул-позиция \| \| \| Быстрый круг \| \| |                                                                    |
| Пример | Описание                                                           |
| 1 | Победитель                                                         |
| 2 | Второе место                                                       |
| 3 | Третье место                                                       |
| 5 | Финишировал, заработав очки                                        |
| Сход | Не финишировал, но при этом заработал очки                         |
| 12 | Финишировал, не получив очков                                      |
| НКЛ | Финишировал, но не попал в финальную классификацию                 |
| 15 | Участвовал вне зачёта, либо по отдельной классификации             |
| 18 | Не финишировал, но попал в финальную классификацию                 |
| Сход | Не финишировал                                                     |
| НКВ | Не прошёл квалификацию                                             |
| НПКВ | Не прошёл предквалификацию                                         |
| ДСК | Дисквалифицирован                                                  |
| ИСК | Исключён из протокола соревнований                                 |
| ТТ | Заявлен для участия только в тренировках                           |
| НС | Участвовал в квалификации, но не стартовал в гонке                 |
| Т | Травмирован или болен                                              |
| ОТК | Отказ от участия                                                   |
| НТР | Прибыл на соревнования, но на трассу не выезжал                    |
| НПР | Был заявлен в числе участников, но не прибыл к началу соревнований |
| О | Соревнования отменены                                              |
| | Не участвовал                                                      |
| Поул-позиция |                                                                    |
| Быстрый круг |                                                                    |

| Сезон | Команда                    | Шасси           | Двигатель                   | Ш | 1   | 2   | 3   | 4   | 5   | 6        | 7        | 8     | 9     | 10  | 11  | Место | Очки |
| ----- | -------------------------- | --------------- | --------------------------- | - | --- | --- | --- | --- | --- | -------- | -------- | ----- | ----- | --- | --- | ----- | ---- |
| 1953  | EMW Rennkollektiv          | EMW R1/53       | BMW 328 2,0 L6              | D | АРГ | 500 | НИД | БЕЛ | ФРА | ВЕЛ      | ГЕР Сход | ШВА   | ИТА   |     |     | —     | 0    |
| 1957  | Dr Ing F Porsche KG        | Porsche 550RS   | Porsche 547/3 1,5 B4        | ? | АРГ | МОН | 500 | ФРА | ВЕЛ | ГЕР 12   | ПЕС      | ИТА   |       |     |     | —     | 0    |
| 1958  | Dr Ing F Porsche KG        | Porsche 718 RSK | Porsche 547/3 1,5 B4        | ? | АРГ | МОН | НИД | 500 | БЕЛ | ФРА      | ВЕЛ      | ГЕР 6 | ПОР   | ИТА | МАР | —     | 0    |
| 1960  | Dr Ing F Porsche KG        | Porsche 718/2   | Porsche 547/3 1,5 B4        | D | АРГ | МОН | 500 | НИД | БЕЛ | ФРА      | ВЕЛ      | ПОР   | ИТА 7 | США |     | —     | 0    |
| 1961  | Dr Ing F Porsche KG        | Porsche 787     | Porsche 547/3 1,5 B4        | ? | МОН | НИД | БЕЛ | ФРА | ВЕЛ | ГЕР ОТК  |          |       |       |     |     | —     | 0    |
| 1961  | Porsche System Engineering | Porsche 718     | Porsche 547/3 1,5 B4        | ? |     |     |     |     |     |          | ИТА ТТ   | США   |       |     |     | —     | 0    |
| 1964  | RRC Walker Racing Team     | Cooper T66      | Coventry Climax FWMV 1,5 V8 | D | МОН | НИД | БЕЛ | ФРА | ВЕЛ | ГЕР Сход | АВТ      | ИТА   | США   | МЕК |     | —     | 0    |